# Corophium arenarium
Corophium arenarium är en kräftdjursart som beskrevs av Crawford 1937. Enligt Catalogue of Life ingår Corophium arenarium i släktet Corophium och familjen Corophiidae, men enligt Dyntaxa är tillhörigheten istället släktet Corophium och familjen Corophidae. Arten är reproducerande i Sverige. Inga underarter finns listade i Catalogue of Life.